# Bellator 259
Bellator 259: Cyborg vs. Smith 2 è stato un evento di arti marziali miste tenuto dalla Bellator MMA il 21 maggio 2021 al Mohegan Sun Arena di Uncasville negli Stati Uniti.

## Risultati
|                                        | Divisione               |                   |           |                   | Metodo                                      | Round     | Tempo     | Note      |
| Main Card                              | Main Card               | Main Card         | Main Card | Main Card         | Main Card                                   | Main Card | Main Card | Main Card |
| -------------------------------------- | ----------------------- | ----------------- | --------- | ----------------- | ------------------------------------------- | --------- | --------- | --------- |
| Sfida valida per il titolo di campione | Pesi piuma femminili    | Cris Cyborg (c)   | batte     | Leslie Smith      | KO tecnico (pugni)                          | 5         | 4:51      |           |
|                                        | Catchweight (137.5 lbs) | Leandro Higo      | batte     | Darrion Caldwell  | Decisione non unanime (28-29, 29-28, 29-28) | 3         | 5:00      |           |
|                                        | Pesi medi               | Austin Vanderford | batte     | Fabian Edwards    | Decisione unanime (30-27, 30-27, 30-27)     | 3         | 5:00      |           |
|                                        | Pesi welter             | Jaleel Willis     | batte     | Maycon Mendonça   | Decisione unanime (29-28, 29-28, 30-27)     | 3         | 5:00      |           |
|                                        | Pesi mosca femminili    | Hannah Guy        | batte     | Valerie Loureda   | Decisione unanime (30-27, 29-28, 29-28)     | 3         | 5:00      |           |
| Preliminary Card                       |                         |                   |           |                   |                                             |           |           |           |
|                                        | Pesi leggeri            | Saad Awad         | batte     | Nate Andrews      | KO tecnico (pugno)                          | 1         | 3:16      |           |
|                                        | Pesi mediomassimi       | Grant Neal        | batte     | Tyree Fortune     | Sottomissione (rear-naked choke)            | 1         | 4:20      |           |
|                                        | Pesi mosca femminili    | Sumiko Inaba      | batte     | Kristina Katsikis | KO tecnico (pugni)                          | 3         | 3:35      |           |
|                                        | Pesi leggeri            | Aviv Gozali       | batte     | Sean Felton       | Sottomissione verbale (heel hook)           | 1         | 1:17      |           |
|                                        | Pesi massimi            | Davion Franklin   | batte     | Tyler King        | KO (pugni)                                  | 1         | 2:02      |           |
|                                        | Catchweight (149.4 lbs) | Leah McCourt      | batte     | Janay Harding     | Sottomissione (triangle choke)              | 2         | 2:42      |           |
|                                        | Pesi gallo              | Danny Sabatello   | batte     | Brett Johns       | Decisione unanime (30-27, 30-27, 30-27)     | 3         | 5:00      |           |
|                                        | Pesi leggeri            | Alexander Shabliy | batte     | Alfie Davis       | Decisione unanime (30-27, 30-27, 30-27)     | 3         | 5:00      |           |